# Csalánlevél (heraldika)

Csalánlevél

A csalánlevél a címerképek közé tartozó heraldikai jelkép.
Névváltozatok:
de: Nesselblatt

Rövidítések:
Változatosan fogazott alakokban előforduló címerkép. Már a 13. század elejétől kimutatható a von Schamburg grófok címerében és Gelre herold címerkönyvében is látható. A nevét a csalán leveléhez hasonló alakjáról kapta. Általában ezüstszínű, derék- vagy háromszögű alakzatokkal fogazott. Eredete rejtély a heraldikában. A feltételezések szerint a bevagdalt pajzskeretből származik, melyből a kései középkorban önálló címerkép lett.

## Kapcsolódó szócikk
- Ráma (heraldika)